# Philothermus korschefskyi
Philothermus korschefskyi is een keversoort uit de familie dwerghoutkevers (Cerylonidae). De wetenschappelijke naam van de soort werd in 1945 gepubliceerd door Delkeskamp.